# Legitimationskettentheorie

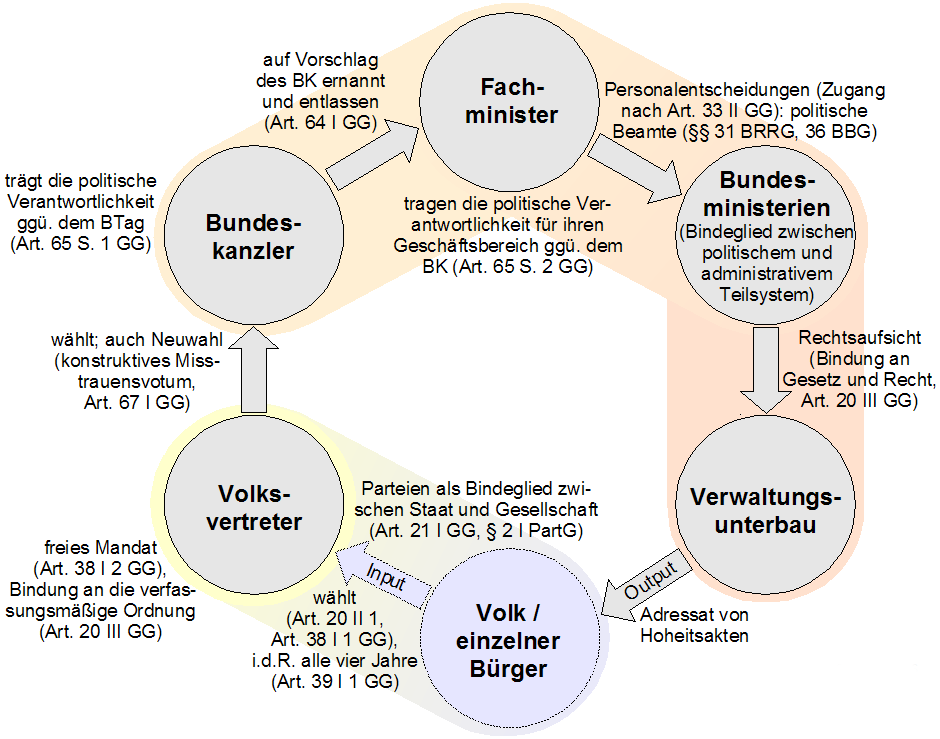
Legitimationskette der Bundesebene, unmittelbare Staatsverwaltung, vereinfacht

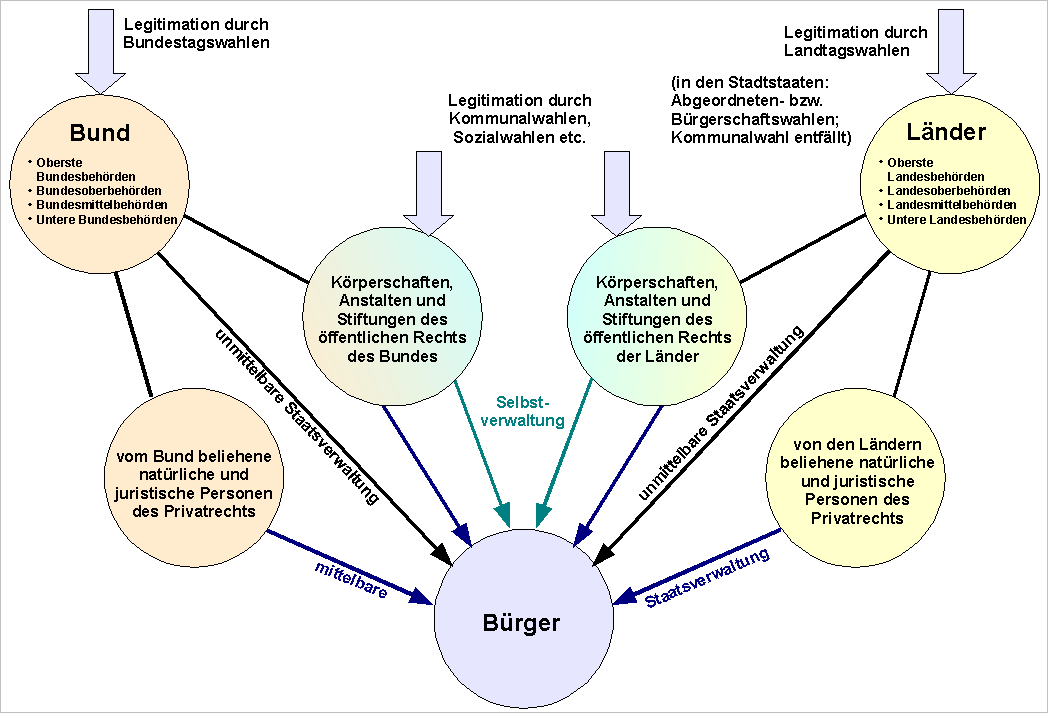
Legitimationskette der unmittelbaren und mittelbaren Staatsverwaltung sowie der Selbstverwaltung auf Bundes- und Landes- sowie Kommunalebene (stark vereinfacht und systematisiert)

Die Legitimationskettentheorie ist eine Theorie, die die demokratische Legitimation hoheitlichen wie nichthoheitlichen Handelns in einer ununterbrochenen Kette auf die Willensäußerung des Volkes bei der Wahl zurückführt. In politikwissenschaftlichen Kategorien gesehen handelt es sich also um eine Betrachtung der in der Rechtswissenschaft vorherrschenden Input-Legitimation.
Die zu den Demokratietheorien zählende Legitimationskettentheorie wurde von dem Rechtsphilosophen Ernst-Wolfgang Böckenförde entwickelt und fand in seiner Zeit als Richter des Bundesverfassungsgerichts Eingang in dessen Rechtsprechung.

## Anwendung auf die EU
Auf die Europäische Union angewendet ergeben sich zwei Legitimationsketten: Die erste führt über das Europäische Parlament zurück zum Wähler. Die zweite führt über den Rat der Europäischen Union und die Regierungen sowie Parlamente der Mitgliedstaaten zurück zum Wähler.